# ローマ海軍
ローマ海軍（ローマかいぐん）は、古代ローマの海軍。ラテン語で海軍あるいは艦隊をさす単語として「クラッシス」（Classis）がある。

## 海軍の歴史

### 共和政初期
ローマ海軍設立の時期は明らかでない。ローマはエトルリア人と違って、海上交易よりも農業を中心とする社会であったために海軍や交易といった海上での活動はほとんどなく、海軍設立はまさに冒険的な出来事であった。そんなローマ海軍が歴史の表舞台に登場するのは、紀元前4世紀ごろに古代ギリシャの都市デルポイに対して使者を派遣したことを記す書物においてであり、彼らをローマからギリシアまで送り届けた軍船がローマ海軍初の言及である。しかしこの頃のローマ海軍は取るに足らない存在であったと言われている。そして伝統的には、ローマ海軍が正式に設立されたのは紀元前311年、ローマがカンパニアを征服した年とされている。この頃の海軍は、ドゥオウィリと呼ばれる2人の長官によって運営されていた 。海軍は20隻の艦船を有し(そのほとんどは三段櫂船のような船であった。)、10隻ずつそれぞれの長官が率いていた しかしながら、この頃の海軍は非常に弱く経験も不足していたため度々大敗を決した。それゆえ、ローマ共和政はイタリア半島を征服する際、陸軍を中心に軍事活動を行い、海軍は補助的な役割しか担うことはなかった。
それから第一次ポエニ戦争の頃まで、海軍は補助的な役割を担う組織として運営された。海軍の主な役割は、イタリア半島沿岸部や河川をパトロールし、海上貿易を海賊の襲撃から守り抜くことであった。しかし徐々にその役割は増していき、イタリア半島南部に勢力を広げていたギリシア人植民都市などを包囲・殲滅する際に海上側から都市を包囲するなどといった主要な軍事的役割も担うようになったためより多くの軍船や要員の供給を受けるようになった。

#### 第一次ポエニ戦争
イタリア半島を完全に勢力下においたローマは、紀元前265年、シチリア島に対して更なる遠征を開始した。その際、シチリア島の統治権をめぐり、北アフリカに勢力を張るカルタゴと交戦状態に陥った。そしてシチリア島にてカルタゴと軍事衝突し、第一次ポエニ戦争が開戦した。この戦争では地中海最強の海軍を擁する強国カルタゴが相手とあって、初戦において経験不足のローマ海軍ではカルタゴ海軍に太刀打ちできなかった。それゆえ、ローマ共和政下の元老院は、紀元前261年、新たな様式の軍船100隻に加え三段櫂船を20隻ほど新たに建造させることを取り決めた 。古代ギリシアの歴史家ポリュビオスによれば、ローマは沿岸に漂着・又は戦闘にて捕獲したカルタゴ軍船から得られた技術を模倣するなどしてこの大艦隊の建造したとされる。この艦隊は毎年民会で選ばれる政務官が率いていたとされるが、彼らは海軍に特化した経験・知識を有しておらず、ローマ共和政配下の同盟市から選出された熟練の下級軍人(多くはギリシア人であった)らによってそれが補われていた。この仕組みはローマ帝国期まで継続して存在していたとされ、それを裏付けるように、ローマ海軍の戦法・技術の名前には古代ギリシア海軍の専門用語に因んだものが多かった。

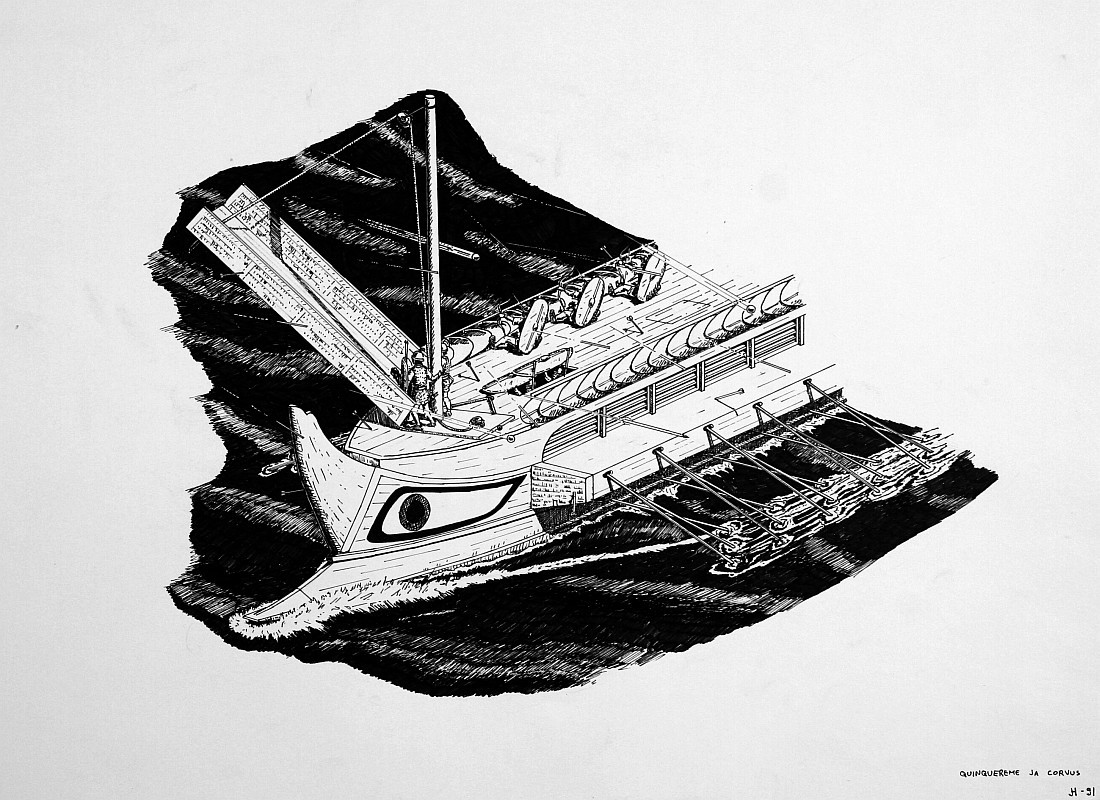
コルウスを備えたローマ海軍の三段櫂船。コルウスのおかげでカルタゴ海軍の優位性を打ち消し、地中海でのローマの優位性を打ち出すことができた。

上述のように、ローマは急速に軍船を整備したものの、ローマ人の乗組員は依然として戦闘・航海経験が不足しており、当時一般的だった海戦戦術では満足のいく成果を得ることができなかった。そこでローマは革新的な装備コルウスを開発し、それを軍船に取り付けることでカルタゴ側の海上での優位性を崩し、ローマが得意とする陸上戦に持ち込む新たな戦法を取るようになった。コルウスとは、鉤爪付きの長い木板のことである。これを自分の軍船の先頭に取り付け、敵船に突進してこのコルウスの鉤を敵船に引っ掛け固定することで両船間の橋のようにし、それを使って兵士を敵船に乱入させ敵船を制圧する、という新たな戦法をローマは編み出した。(ちなみにこのコルウスは、かつてギリシア植民都市シラクサがアテネに攻め入られた時に用いた戦法であるとされ、ローマはこれを改良して海軍に取り入れた。)このコルウス戦法により、ローマが誇る精強な陸軍レギオンを海戦でも十分に活用することができ、カルタゴを海戦でも圧倒することができるようになった。しかしながら、コルウスにはそれなりの重量があったため、軍船が安定感が落ちて悪天候の際に転覆しがちになるという欠点もあったという。
コルウスを導入した駆け出しのローマ海軍は、紀元前260年、この戦争で初の小規模な海戦ではカルタゴに敗北してしまったものの、同年に行われたポエニ戦争で最初の大規模な戦闘にて遂に強敵カルタゴ海軍を打ち破った。その後の海戦もローマは勝利に勝利を重ね、紀元前258年にはスルキ沖の海戦、紀元前257年にはティンダリス沖の海戦、続く紀元前256年には古代史上最大の海戦と言われるエクノモス岬の戦いにて大勝利を飾り、ローマ海軍はカルタゴに肉迫した。一連の海戦での連戦連勝により、ローマはカルタゴを地中海を超えて北アフリカ、そして首都カルタゴまで追い詰めた。ローマ海軍の戦勝続きは、海軍の経験値が増え技術的にも戦術的にも進歩したことを大いに表しているが、その反面、嵐などの荒天により多くの兵士が犠牲となり海の藻屑と化し、海軍は勝利と同時に多大な犠牲を被った。他方、カルタゴも続く敗戦により兵士を消耗したことで大いに苦しんだ。
紀元前249年、ローマはドレパナ沖の海戦にてカルタゴに敗れ、一時的にローマ市民からの寄付を募って新たな戦艦を建造する羽目になったと言われているが、この戦争の最後の戦いであるアエガテス諸島沖の海戦にてカルタゴを再び打ち破り、ローマの操船航海術がカルタゴのそれを上回っていることが証明された。(この戦いは、コルウスが使われずに通常の戦法である衝角戦法にてカルタゴを撃破した戦いとして広く知られている。)

#### イリュリア戦争並びに第二次ポエニ戦争

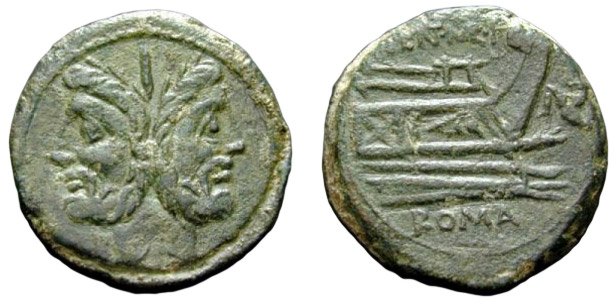
紀元前3世紀後半に鋳造されたローマの青銅貨 アス 。この硬貨に彫られている軍船の船首は当時、ローマ海軍が主力としていたquinquereme と呼ばれる船のものである可能性が高いとされている。軍船が硬貨に彫られていることはこの時代、ローマ軍において海軍が非常に重要な役割を担う存在になっていたことを示している。

第一次ポエニ戦争でローマが勝利したのち、西地中海における影響力はローマがカルタゴを上回った。ローマが地中海において軍事的に優位な立場にあったがために、ローマがカルタゴ領サルディーニャ島・コルシカ島を征服する際、カルタゴはそれを黙認せざるを得なかったという。またこの優位性によりカルタゴの脅威をある程度抑えることができたため、ローマは当時アドリア海で頻発していたイリュリア人海賊の襲撃に対し集中して徹底的に対応することができた。この際イリュリア人との間で発生したイリュリア戦争は、ローマが初めてバルカン半島に進出した出来事であるとみなされている。紀元前229年、ローマの使者を殺害し宣戦布告をしたイリュリア人の女王テウタに対し、元老院は200隻の軍船を派遣し、アドリア海沿岸に広がるギリシア都市を守備していたイリュリア人守備兵らを容易く駆逐した。この10年後、ローマは再びイリュリアに軍を派遣し、イリュリア海軍を再構築してエーゲ海にて海賊行為を繰り返していた イリュリア人指導者デメトリウス(Demetrius of Pharos)に対して征伐を行おうとした。しかしデメトリウスは、ローマがイリュリア地方で影響力を持つことを恐れたマケドニア王ピリッポス5世の支援を受けた。ローマは再び迅速な作戦をもってイリュリアを圧倒し、イリュリアに保護領を設置したものの、第二次ポエニ戦争がカルタゴとの間に勃発してしまったためアドリア海方面に派遣されていた軍勢は再び北アフリカ方面に方向転換することを余儀なくされ、イリュリアとの戦争は一時中断した。
第二次ポエニ戦争において、ローマが地中海の制海権を確保していたため、カルタゴの偉大な将軍ハンニバルは海上からのイタリア侵攻を避けざるを得ず、代わりに陸上から(つまり北方から)イタリア半島を攻め入る作戦を取った。第一次ポエニ戦争とは異なり、この戦争ではローマ・カルタゴともに、海軍が重要な役目を担うことはあまりなかったが、戦争が始まって最初の年に発生した海戦はマルサーラの海戦 (218年BC) •エブロ川河口の海戦 (217年BC) 共にローマの勝利で終わった。数的にはローマ・カルタゴは対等であったものの、その後の戦争期間中、カルタゴはローマから地中海の制海権を奪おうとはしなかった。それゆえにローマ海軍はこの戦争において、主に北アフリカ沿岸部の襲撃、イタリア半島沿岸部の守備、そしてカルタゴ海軍の食料・武器などの輸送船団やハンニバルへの援軍輸送の妨害・阻止などに従事した。また、マケドニア王ピリッポス5世がカルタゴ側として戦争に加勢しないよう目を光らせておくという役割も担っていた 。この戦争においてローマ海軍が唯一参加した大規模な出来事はシュラクサイ包囲戦であった。この包囲戦は、包囲していたローマ軍が、当時シュラクサイに滞在していた天才的な発明家アルキメデスが発明した数々の奇抜な兵器に苦しめられ、2年もの間シュラクサイの港に釘付けにさせられたことで有名である 。その後ローマ海軍はスキピオ・アフリカヌスの軍勢の援軍として160隻の軍船を北アフリカに派遣したが、スキピオの北アフリカにおける軍事作戦は失敗し、その軍船はスキピオの軍勢の撤退作戦に用いられた。この一連の流れの中で、スキピオはカルタゴに対してザマの戦いにて大勝利を飾り、結果ローマはカルタゴと講和する際、カルタゴ海軍の解散を講和条件に加え、カルタゴから海軍力を奪うことに成功した。

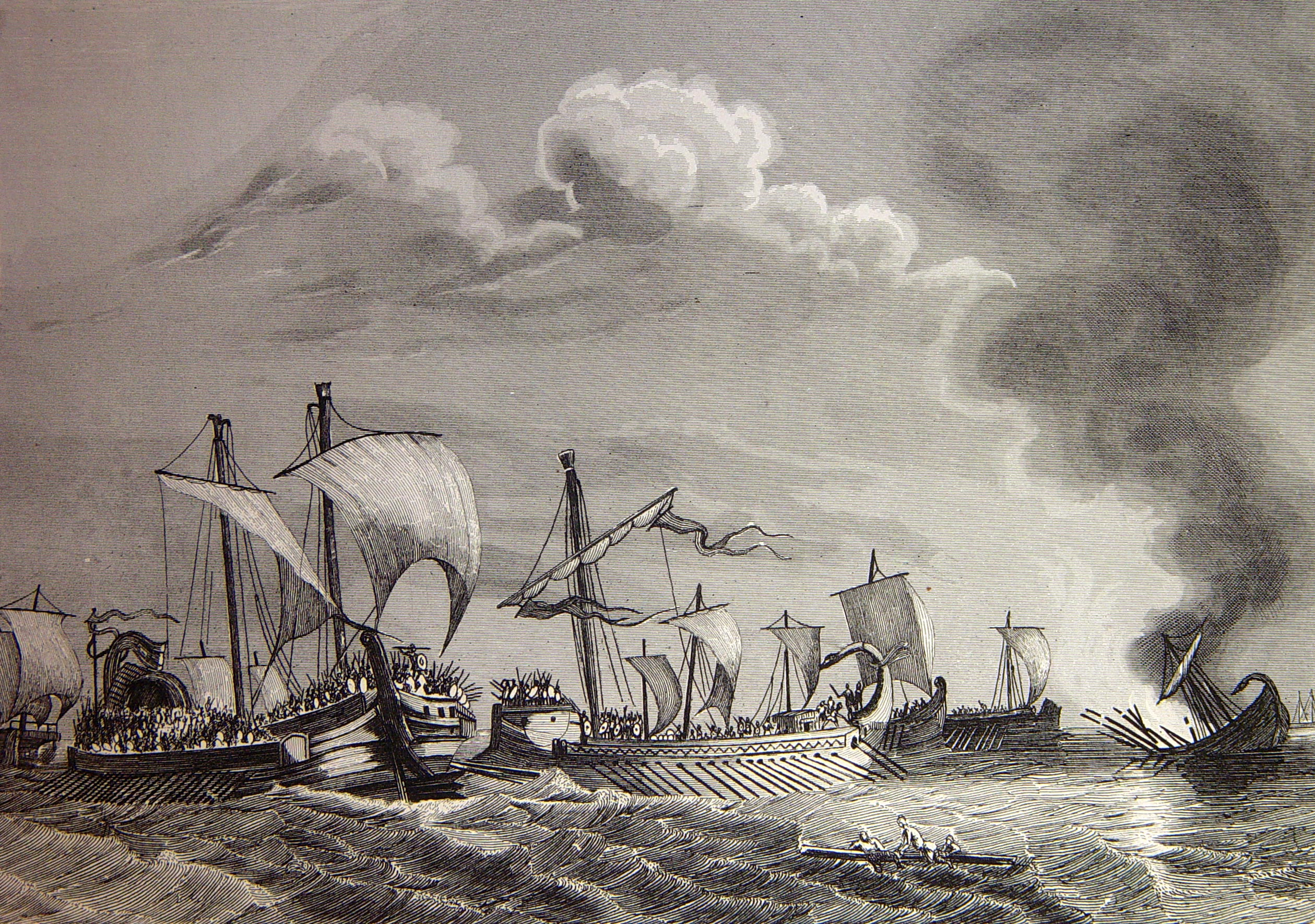
エブロ川河口の海戦の絵

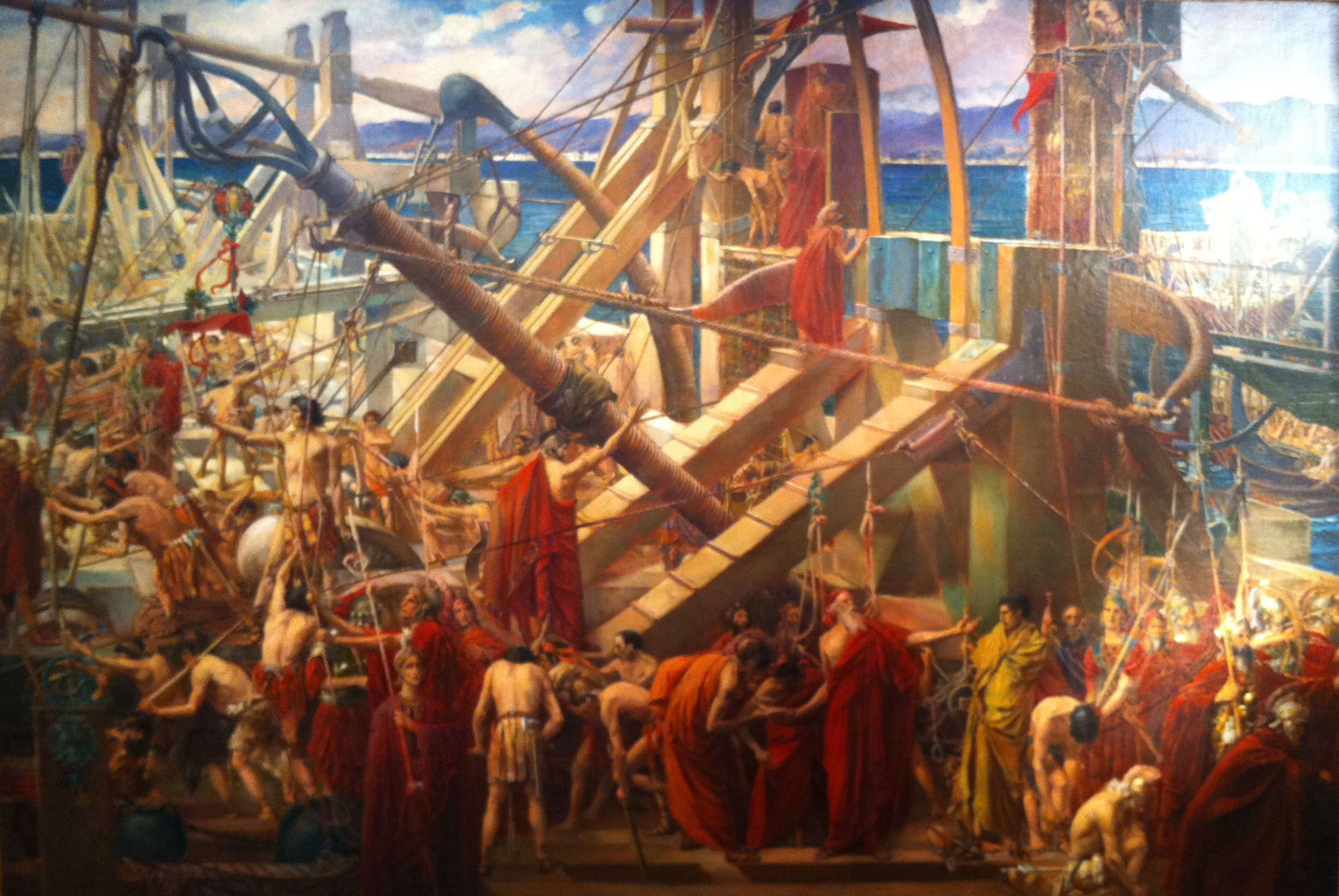
シュラクサイ防衛の指揮を取るアルキメデス

#### 東方での活躍

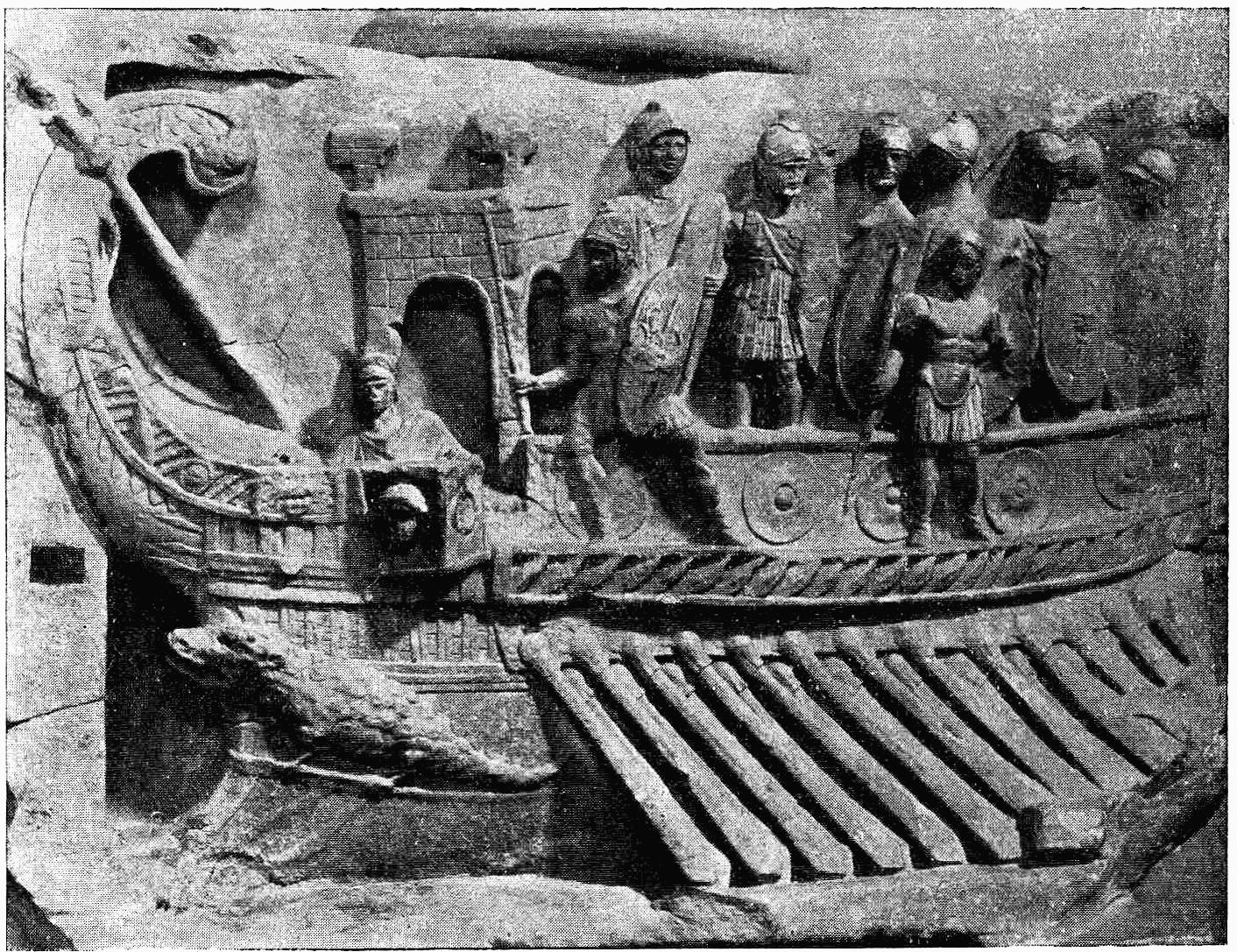
寺院に奉納された、ローマ海軍の二段櫂船を彫刻したレリーフ 紀元前120年頃制作。 。

ローマはこの頃には名実ともに西地中海の覇者となっており、さらなる遠征の矛先はもはやカルタゴではなく、地中海東部のヘレニズム世界に向けられていた。紀元前214年には、マルクス・ウァレリウス・ラエウィヌスが率いる小規模な艦隊がマケドニア王ピリッポス5世率いるマケドニア艦隊を打ち破り、マケドニアのイリュリア侵攻を阻止。つまりこの頃には東方ですでに小規模ながら軍事衝突も発生していた。そして上記の衝突をきっかけとしてマケドニア王国とローマの間に第一次マケドニア戦争が勃発した。その後の戦争は主にローマの同盟国であるアエトリア同盟・ペルガモン王国(←こちらは戦争後半から参戦。)らによって進められた。しかし、ローマ海軍は、戦争が終わる紀元前205年までの間、ペルガモン王国の海軍と共に合わせて60隻ほどの艦隊でエーゲ海をパトロールしていたという。この戦争では、ローマは西方にてカルタゴとも交戦していたため、ギリシア半島にローマ領を獲得する意思を持ってはおらず、ピリッポス5世率いるマケドニア勢力がギリシアにて勢力拡大するのを防ぐことが目標であった。この戦争は結果、両者膠着状態に陥いった。そして、紀元前201年、ピリッポス5世が当時エーゲ海に勢力を張っていたロードス勢力に対して攻撃を仕掛けたことで、再び戦争が活性化した。この戦争はロードス側の勝利で終わったものの両者に甚大な被害を与え、敗北したマケドニアに至っては旗船を含む多くの軍船を失った。その後すぐにロードス・ペルガモン同盟はローマに救援を要請し、ローマはそれに応えてマケドニアに宣戦布告し、再びマケドニアとの間に戦争が勃発した。強力な海軍力を持つローマに対して、マケドニアは海上で競り合うことを避け、陸上での戦闘が主に行われた。(ロードスとの戦闘でマケドニアは多くの艦隊を失っており、マケドニア海軍は弱体化していたためでもある。)ローマはマケドニアと衝突し、紀元前197年にはキュノスケファライにて両軍が激突した。この戦闘でマケドニアはローマに完敗を喫し、ローマに降伏した。この際マケドニアに対して取り決められた終戦条約はマケドニアに非常に厳しいもので、マケドニアから完全に海軍力を排除されることとなった。
ローマがマケドニアを打ち破ってすぐ、ローマはセレウコス朝シリアから宣戦布告され、ローマはシリアと交戦状態に陥った。この戦争でも、多くの戦闘は陸上で行われた。(海上でも戦闘は行われ、紀元前190年にはミョネソスの戦い・エウリュメドン川の戦いが行われている。)この戦争はまたしてもローマの勝利に終わり、終戦条約ではセレウコス朝シリアのさらなる海軍増備・整備の禁止が条件となった。これにより地中海世界にヘレニズム国家の海軍は消滅したことになり、地中海に残る海軍はローマのもとの、ローマの同盟国のもののみになった。その後行われた第三次ポエニ戦争でかつての海軍強国カルタゴは滅亡し、第三次マケドニア戦争ではローマに何度も挑戦してきたマケドニアが滅亡。紀元前2世紀後半にはのちに我らが海と呼ばれることとなる地中海は完全にローマの勢力下に収まった。その後、ローマ海軍は抜本的に削減され、ローマ配下の同盟市などから供給される海軍部隊のみが海軍として残ることになった。

### 共和制後期

#### ミトリダテス・海賊の脅威

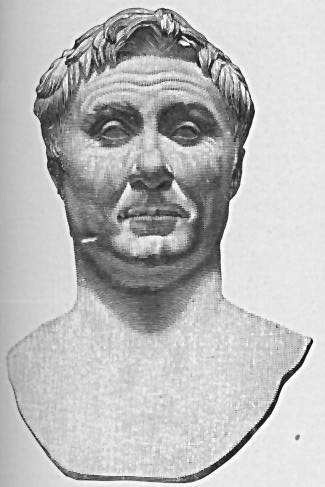
グナエウス・ポンペイウスの胸像。ポンペイウスは地中海に跋扈していた海賊を迅速に壊滅させ、ローマの地中海支配を再び強固なものにした。

地中海を制覇したローマは一時海軍を大幅に削減した。これにより地中海ではキリキア海賊を中心とする海賊が跋扈するようになった。彼らは拠点のキリキア周辺でよく活動したが、クレタ周辺やその他の地域でも大いに暴れ回った。キリキア海賊は、この頃ローマと戦っていたポントス王ミトリダテス6世からの援助を受け、その支援をもってローマに対し散発的な襲撃を繰り返し、ミトリダテスの戦争をサポートしていたのだ 。ミトリダテスとの最初の戦争において、当時、執政官であったスッラはミトリダテスの海軍に対抗するために、ありったけの船を徴収し即席の海軍部隊を構成した。寄せ集めの部隊であったにもかかわらず、紀元前86年、ルクッルスに率いられた彼らはミトリダテス海軍を打ち破った。(←en: Battle of Tenedos (73 BC))
ミトリダテスとの戦争が終結したのち、ローマはすぐに常備的な海軍を再設立し、エーゲ海沿岸部の同盟国らに100隻の軍船を提供させた。ミトリダテスからの防衛という観点から見るとこの規模の軍勢で十分補えるほどであったのだが、当時の地中海では上述の通り海賊が跋扈しており、その勢力は急速に増していたため、この程度の海軍では不十分だった。それから10年の間に、海賊は多くのローマ海軍指揮官を殺害。さらには海軍不足により防御されていない、イタリア半島をも含む多くの国土の沿岸部を襲撃し、首都ローマの港オスティアまでもがその被害にあった。プルタルコスが記した当時の資料によれば、『 海賊らの船は千隻を越え、四百もの街が海賊に占領されてしまった 』という。続く海賊の襲撃により、ローマの経済は大打撃を受けた。また何人もの著名なローマ人が捕らえられ、身代金を要求されたという。捕らえられたローマ人の中には、2人のプラエトル(法務官:ローマでNo.2の立場の役職)とその従者、そしてユリウス・カエサルらも含まれている。海賊の悪行の中でも最も重要なものは、ローマの生命線となっていたCura Annonaeと呼ばれる穀物輸送ラインを妨害したことである。Cura Annonaeとは、ローマ領の中で有数の穀物生産地である北アフリカ・エジプト・シチリア島とローマ・イタリア半島とを結ぶ穀物輸送のための海上連絡網・輸送ラインであるが、これを海賊らに妨害されたローマは食糧不足に陥り、膨大なローマ市民を養うことが困難な状況に陥ってしまったのだった。
食糧不足は大きな政治的問題となり、民衆の不満は高まっていった。紀元前74年、3度目のミトリダテスとの戦争が勃発し、ローマの軍人マルクス・アントニウス・クレティクス(←彼はマルクス・アウレリウスの父親である)がプラエトリアニに任命されインペリウムという絶大な権力まで与えられた上で、ローマ海軍を率いて海賊の脅威に立ち向かった。しかしながら、彼は紀元前72年、クレタにて大敗を結し、海賊征伐という目的を果たせぬまま、この世を去った。そして紀元前67年、プレブス民会にて新たな法案が通過・成立した。この法律は、
『 ローマ軍20個軍団（歩兵12万、5000の騎兵）、軍船500隻、14名の元老院議員資格者からなる幕僚を投入すると共に総司令官としてこれらを統括する権限 』
という莫大な権限をグナエウス・ポンペイウスに3年限りで付与するという前代未聞の法案であった 。ポンペイウスはこの大軍を率いて海賊討伐に向かい、たった3ヶ月であれほどローマを苦しめてきた海賊を綺麗さっぱり討伐した。海賊討伐後、ローマ海軍は再び削減されたが、継続して沿岸をパトロールし、散発的な海賊襲撃を防ぐという任務を担うことになった。

#### カエサルと内戦
紀元前56年、ローマ海軍は初めて地中海の外での戦闘に参加した。この戦いはカエサルが主導していたガリア戦争中において、ウェネティ族という海上活動に長けたガリア人の一派がローマに対して反乱を起こしたときに発生した戦闘である。この頃のローマ海軍は、ウェネティ族の水軍に対して不利な立場に置かれていた。というのも、ローマ海軍は大西洋の気候・天候をよく知らず、地中海には存在しない 潮汐・海流 が存在するひらけた海での戦闘に全く慣れていなかったからだ。それに加え、ウェネティ族の軍船はローマ海軍の軽装ガレー船より優れていた。ウェネティの船は樫材で建造されており、また櫂を装備していなかったので、ローマが得意とする体当たり攻撃に強かった。それに加え、ウェネティ族の軍船はローマのものより高さがあったため、飛び道具での攻撃や敵船に対する移乗攻撃に有利であった。そんな両者の艦隊がモルビアン湾の海戦にて衝突した折、カエサルの腹心D.ブルトゥス率いるローマ艦隊は竿の先につけたフックを用いて、ウェネティ族軍船を操船する際に用いるハリヤードを切断しウェネティ軍船の動きに鈍らせた。櫂を装備していないウェネティ軍船はハリヤードを破壊されて次々と操船不可能な状態に陥いり、我先にと乗り込んでくる歴戦のローマ軍団の餌食となった。また戦場から逃走しようとしたウェネティ艦隊は、突然の凪により制御不能になったところをローマ軍に拿捕された 。この戦闘によりローマはイギリス海峡を抑えることに成功し、翌年行われることとなるカエサルのブリタンニア侵攻につながったとされている。

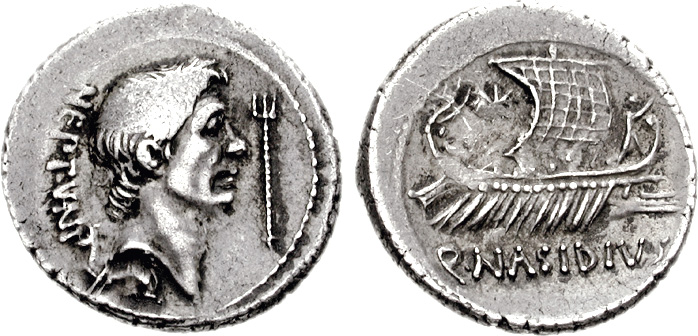
紀元前44-43年ごろにセクストゥス・ポンペイウスが鋳造させたとされるデナリウス銀貨。グナエウス・ポンペイウスの胸像とローマ艦隊が描かれている。

3世紀までの間に地中海で発生した最後の大規模な海軍遠征は、ローマ共和政を終わらせたローマ内戦であった。この頃、エーゲ海で最後まで独立した勢力を保っていたロードス島な海軍をコス島沖で壊滅させたガイウス・カッシウス・ロンギヌスは東方地域にて共和派の勢力を築き上げた。一方西方では、第二回三頭政治側に対して、グナエウス・ポンペイウスの息子セクストゥス・ポンペイウスが反乱を起こしていた。セクストゥス・ポンペイウスはシチリアを手中に収め、イタリア半島を艦隊をもってして包囲し、アフリカ属州からの穀物輸入を妨害した。食糧難に困ったイタリア半島民は三頭政治に不満を抱き、大きな政治的案件となって三頭政治に重くのしかかった。紀元前42年、三頭政治側の艦隊はセクストゥスの艦隊に大いに敗れた。そして三頭政治の1人として政治に深く関与していたオクタヴィアヌスは彼の腹心マルクス・ウィプサニウス・アグリッパの援助のもとで強大なローマ艦隊建設に着手した。軍船はラヴェンナ・オスティアにて建設され、クーマエにあらなな軍港を建設した。そして兵士や漕ぎ手など、20,000人を超える解放奴隷を戦争のために徴集した。そして紀元前36年、ナウロクス沖の海戦でオクタヴィアヌス艦隊はセクストゥス・ポンペイウス艦隊を破り、ポンペイウス派の反乱を完全に沈めた。

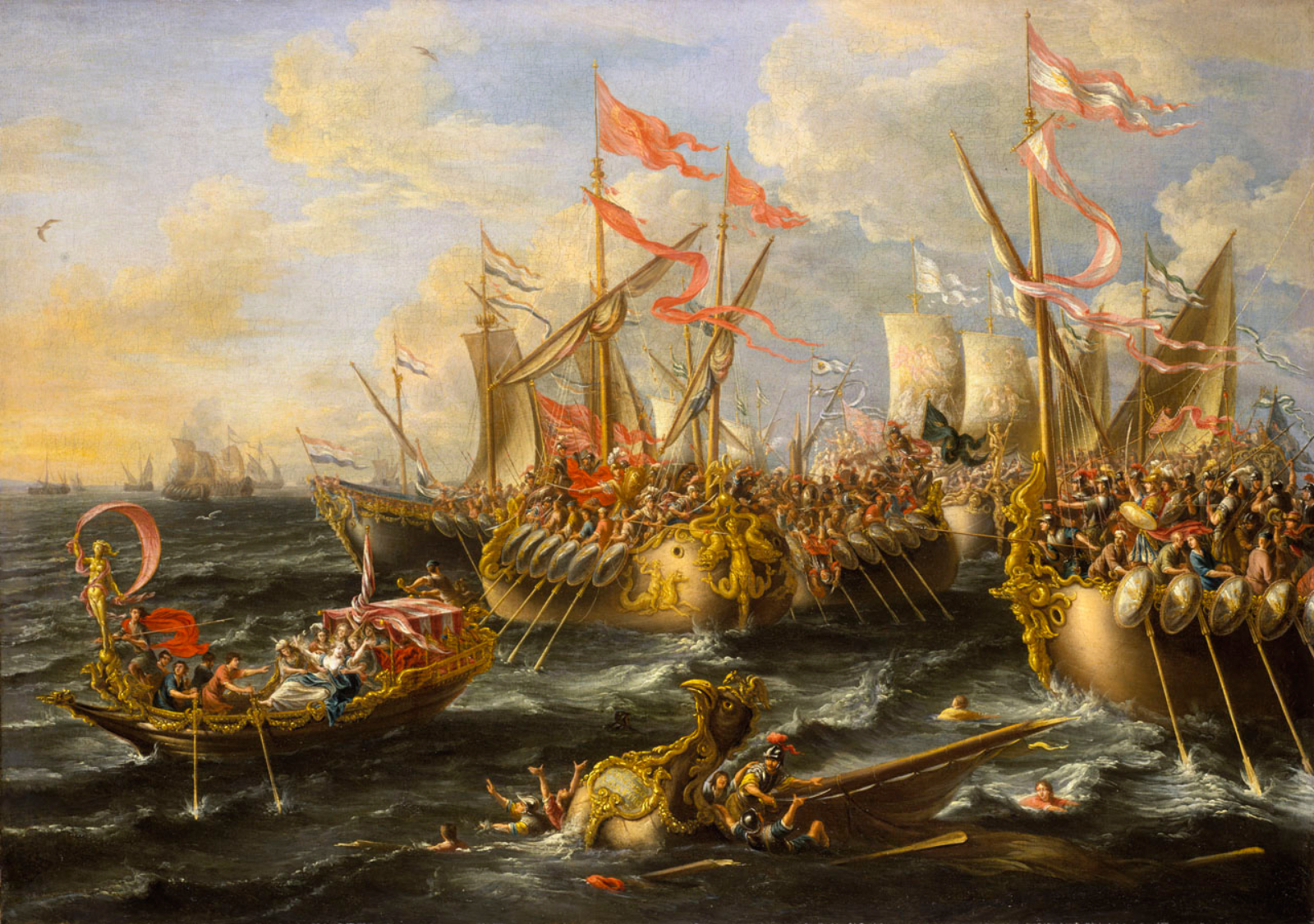
アクティウムの海戦 (1672年の作品)

オクタヴィアヌスはその後、紀元前31年、マルクス・アントニウスとエジプトの女王クレオパトラ7世の連合艦隊をアクティウムの海戦で破った。この海戦では、アントニウスは500隻、オクタヴィアヌスは400隻の艦隊を徴集していたという。この最後の、ローマ共和制期における海戦により、オクタヴィアヌスはローマ・地中海世界における唯一の統治者としての権威を手にすることになった。アクティウムでの大勝ののち、彼は地中海に複数の重要な港を建築し、海軍の体制をより組織だったものとした。そしてローマ海軍の主な役割は海賊集団からの艦船の護衛や軍隊の護送、河川のパトロールなどになった。しかしながら依然として、帝国の外縁部では海軍は外部勢力との戦闘に従事していた。

### プリンケパトゥス

#### アウグストゥス治世下
プトレマイオス朝エジプトを滅ぼしたのち、アウグストゥス治世下の頃、ローマ経済において交易ルートのインドへの拡大が必要とされ始めていた。ローマ・インド間で交易するにあたり、アラビア人が交易の海上ルートをコントロールしていることがローマの交易活動に対して大きな障害となっていた。それゆえ、プリンケパトゥスとしてのアウグストゥスの最初の海上軍事作戦の一つとしてアラビア半島遠征が挙げられる。当時のローマのエジプト統治における高官Aelius Gallusは、アラビア遠征の下準備として130隻の輸送船団を設立し、それをもって10,000人の軍団をアラビア半島に輸送した。しかし半島に集結したローマ軍団はイエメンまでの広大な砂漠の中を行軍しようとしたものの失敗し、アラビア半島を勢力下に収めるという当初の作戦を放棄せざるを得なかったという。

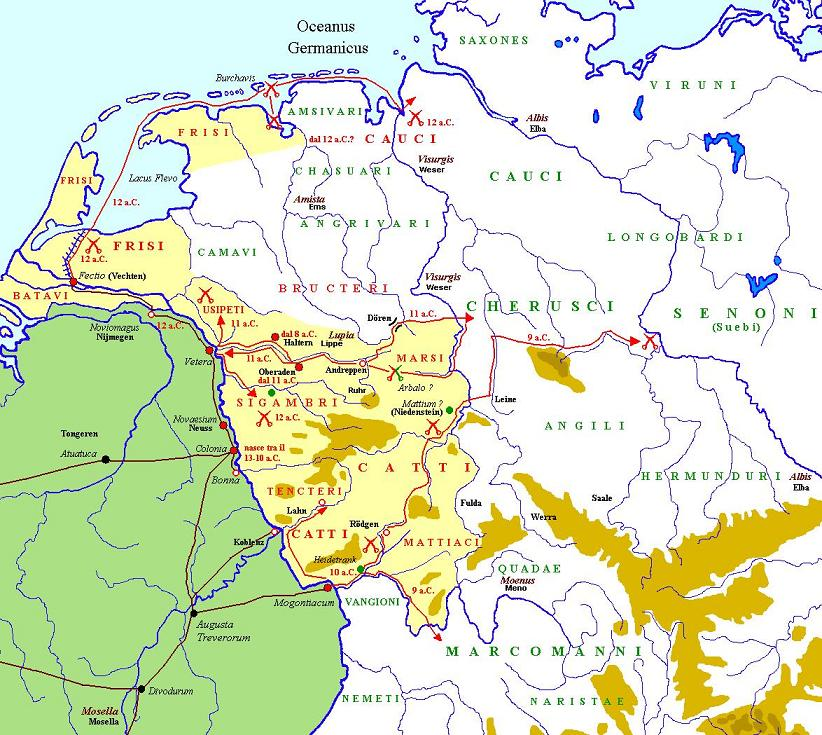
大ドルススのゲルマニア遠征の侵攻図(紀元前12-9年実施)

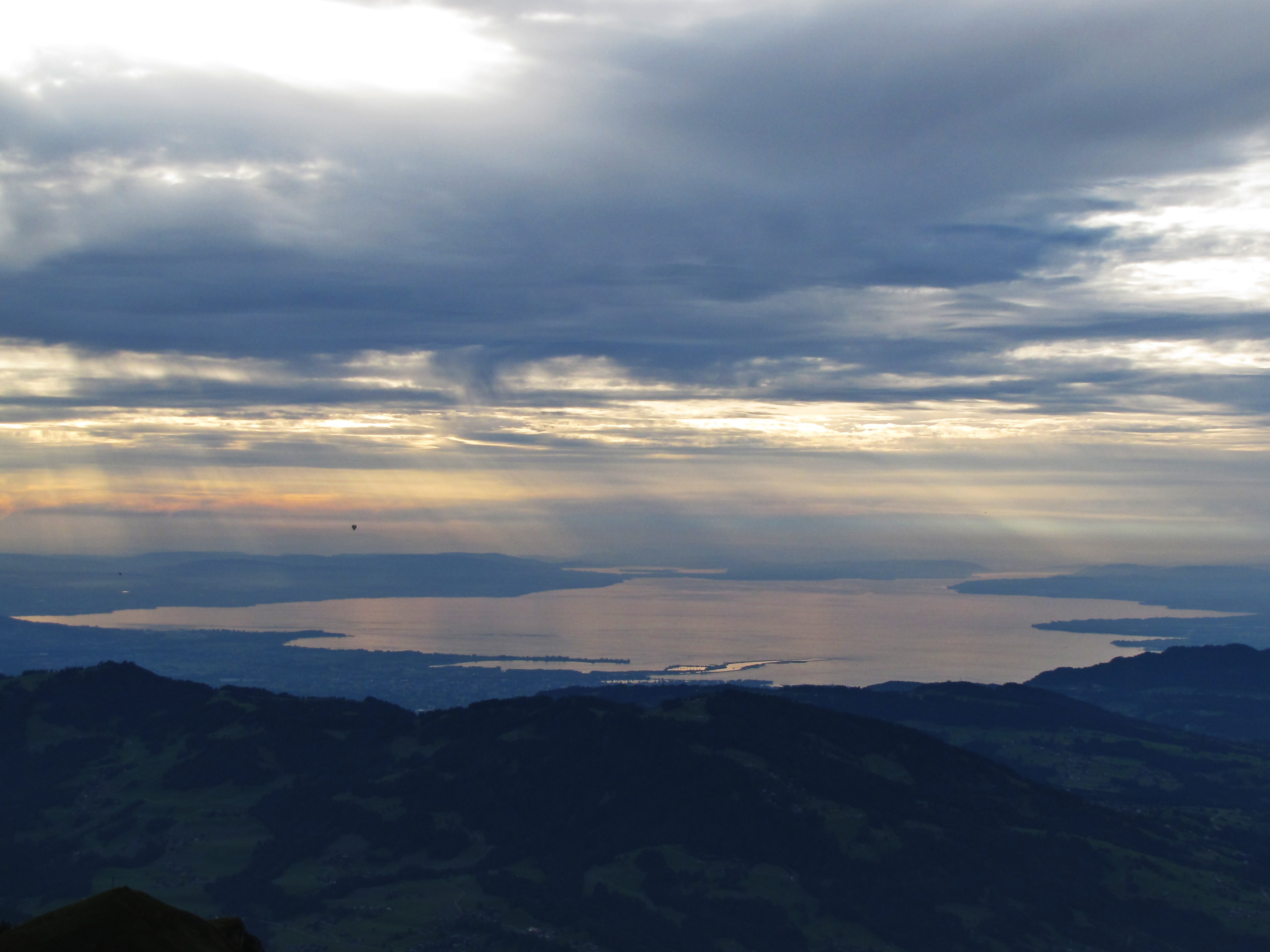
en:Winterstaudeから見たボーデン湖の全景

一方その頃、エジプトから見て帝国の向こう側、ゲルマニア地域においてもローマ海軍は軍団兵の輸送・補給物資の運搬といった重要な役割を果たしていた。紀元前15年、ボーデン湖に独立した新たなローマ艦隊が配備された。後々、大ドルススやティベリウスといったローマ将軍がエルベ川方面に侵攻する際にこの艦隊を用いたという。紀元前12年、ガリアの地で軍務に就いていた将軍大ドルススは1,000隻の新たな軍船の建設を命じ、その艦隊と共にライン川に沿って北上し北海まで進軍した。北海沿岸に居住していたゲルマン人部族は大ドルススが率いてきた大軍のローマ軍団に対し、数的にも戦術的にも技術的にも太刀打ちできず、ローマ艦隊がヴェーザー川・エムス川河口に集結した頃には、現地部族たちはもはやなすすべはなく､ローマに降伏せざるを得なかったという。
紀元前5年、ティベリウス将軍のエルベ川方面への侵攻により、ローマ人はより多くの北海・バルト海の知識を得た。プリニウスはローマ艦隊がどのようにヘルゴラント島、そしてデンマーク半島北東部に進出したのか述べている。また､アウグストゥス自身も自身の著神君アウグストゥスの業績録にこの遠征について記している。: My fleet sailed from the mouth of the Rhine eastward as far as the lands of the Cimbri to which, up to that time, no Roman had ever penetrated either by land or by sea...".以上の複数のゲルマニア北部に対するローマ艦隊海上遠征は、紀元後9年、ローマ軍の大敗に終わったトイトブルクの森の戦いののち、中止・放棄された。

## 戦術
共和制時代の地中海の海軍は、三段櫂船や五段櫂船などのガレー船が主体であった。ペルシア戦争のサラミス海戦のように、当時は全力疾走で敵船に突っ込み、船首の衝角を船腹に当てたり、櫂を破壊したりする攻撃。あるいは接舷しての斬りこみがあった。
衝角戦法は船員の錬度が高ければ可能であり、初期のローマ海軍は急募した水夫が漕いだため、細かい航路変更が出来ず、躱され切り込まれるなどむしろ自船の危険性が高かった。そこで搭乗用タラップ「コルウス」を新造艦に設置し、白兵で優れるローマ軍団を直接かつ速やかに送り込む方法が考え出された。それは船首にマストのように立てられ、方向が360度変更可能だったと推測され、敵船に大釘で食い込むものであり、初戦からカルタゴ相手に勝利を収めた。
しかし、ローマにとって初めての海軍だったため、カルタゴ海軍が操船に慣れていないローマ海軍に接近せずに浅瀬に追い込む戦術に出たことと、嵐の時に初心の司令官が経験豊かな同盟国の船長の忠言を聞かずに、心理的な恐怖から沿岸から遠ざかることを拒否し、そのため岩礁に砕かれ、もしくは船同士の衝突で艦隊が幾度も壊滅状態になっている。
第一次ポエニ戦争中に「コルウス」は使用されなくなったが、それはコルウスの動きによって重心が移動し船を不安定にさせ海難事故の多発原因の一つに挙げられた事と、兵士移動の際の危険性によるものである。既にカルタゴ海軍以上の錬度に達したからと言われる。事実、最後のアエガテス諸島沖の海戦で、カルタゴ海軍は完敗を喫した。
東ローマ帝国以降は二段櫂帆船にギリシア火を搭載したデュロモイを使用して制海権を握っていたが、徐々にヴェネツィア海軍に抑えられていき、首都コンスタンティノポリス周辺を補給路を確保する程度の戦力に落ちていった。

## 主要基地
- ミセヌムのユリウス港（英語版） - ローマ海軍の最も大きな軍港であり、西地中海を所管し帝国の最重要艦隊であるミセヌム艦隊の母港
- ラウェンナの軍港（クラッシス） - アドリア海及び東地中海を所管するラウェンナ艦隊（英語版）の母港
- オスティア - アウグストゥスがローマ海軍の拠点をミセヌムに移した後は、商業港として栄えた